# Mirna Zakić
Mirna Zakić (serbisch-kyrillisch Мирна Закић; * 8. März 1982 in Belgrad) ist eine serbische Historikerin.

## Leben
Zakić studierte Geschichte an der Amerikanischen Universität in Bulgarien und der University of Maryland. 2011 promovierte sie in Geschichte an der University of Maryland. Seit Herbst 2011 ist sie Assistenzprofessorin für Geschichte an der Ohio University, wo sie politische, soziale und kulturelle Geschichte Deutschlands und Europas mit Schwerpunkt auf dem NS-Staat lehrt. Ihre Forschung konzentriert sich auf deutschstämmige Gesellschaften in Südosteuropa, die transnationale Verbreitung der nationalsozialistischen Ideologie und das Zusammenspiel von Ideologie und ethnischer Zugehörigkeit im Zweiten Weltkrieg. 

## Veröffentlichungen (Auswahl)
- Ethnic Germans and National Socialism in Yugoslavia in World War II. Cambridge University Press, 2017, ISBN 1-10717-184-9.
- The Price of Belonging to the Volk: Volksdeutsche, Land Redistribution and Aryanization in the Serbian Banat, 1941–1944. In: The Journal of Contemporary History, 2013/2014.
- The Furthest Watch of the Reich: National Socialism and Ethnic Germans, 1941–1944. Dissertation, University of Maryland, 2011.
- Vremenski portali: priče. Matica srpska, 2001.